# Bahnhof Buchs
Bahnhof Buchs vasúti határállomás Svájcban, Sankt Gallen kantonban, Buchs településen.

## Vasútvonalak
Az állomást az alábbi vasútvonalak érintik:
- Feldkirch–Buchs-vasútvonal
- Chur–St. Margrethen-vasútvonal

## Kapcsolódó állomások
A vasútállomáshoz az alábbi állomások vannak a legközelebb:
- Bahnhof Schaan-Vaduz (Bahnhof Feldkirch, Feldkirch–Buchs-vasútvonal)
- Räfis-Burgerau vasútállomás (Chur–St. Margrethen-vasútvonal)
- Salez-Sennwald vasútállomás (San Galo vasútállomás, Chur–St. Margrethen-vasútvonal, S4, Rorschach vasútállomás)
- Sevelen vasútállomás (San Galo vasútállomás, S4, Bahnhof Sargans)

## Forgalom

### Távolsági forgalom
- 13 (Luzern –) Zürich HB – St. Gallen – Chur teilweise  (óránként)
- Zürich HB – Sargans – Buchs – Innsbruck – Wien (– Budapest/Bratislava)      (Railjet) (kétóránként)
- Zürich HB – Buchs SG – Innsbruck – Linz – Wien (EuroNight közvetlen-kocsikkal Prága és Budapest felé)      (Nightjet) (egy vonat)
- Zürich HB – Buchs SG – Innsbruck – Graz (EuroNight közvetlen-kocsikkal Zágráb felé)      (Nightjet) (egy vonat)
- Zürich HB – Buchs SG – Innsbruck – Bischofshofen – Graz      (EC Transalpin) (egy vonat)

### Buszjáratok
- 300 Altstätten SG – Buchs SG (Bus Ostschweiz)
- 400 Buchs SG – Sevelen – Sargans (Bus Ostschweiz)
- 401 Grabs – Industrie – Buchs SG – Räfis-Burgerau (Bus Ostschweiz)
- 403 Räfis-Burgerau – Buchs SG – Buchserberg (Bus Ostschweiz)
- 790 Wattwil – Nesslau – Wildhaus – Buchs SG (Postauto)
- 012 Triesen – Schaan – Buchs SG (LIEmobil)
- 903 Triesenberg – Vaduz – Buchs SG (Nachtbus N3) (LIEmobil)
- 030 Chur – Bad Ragaz – Sargans – Buchs SG – Gams (Nachtbus N30) (Bus und Service) Chur